# Galactia canescens
Galactia canescens är en ärtväxtart som beskrevs av George Bentham. Galactia canescens ingår i släktet Galactia och familjen ärtväxter. Inga underarter finns listade i Catalogue of Life.